# Fujiwara no Kamatari
Fujiwara no Kamatari ̣̣̣̣̣̣(Đằng Nguyên Liêm Túc) (藤原 鎌 足, 614 - 14 tháng 11, 669) là một chính khách nổi tiếng của Nhật Bản trong thời kỳ Asuka (538–710). Ông là người sáng lập ra gia tộc Fujiwara, một trong những gia tộc quyền lực nhất Nhật Bản trong thời kỳ Nara và Heian. Ông là người tôn sùng Thần đạo và đã liên minh với gia tộc Mononobe để phản đối việc du nhập Phật giáo vào Nhật Bản. Cuối cùng, ông và gia tộc Mononobe đã bị đánh bại bởi Gia tộc Soga vốn theo phe ủng hộ Phật giáo, đưa tôn giáo này trở thành tôn giáo thống trị trong triều đình. Không phục những thành quả của gia tộc Soga, Kamatari đã liên minh với Hoàng tử Naka no Ōe, tức Thiên hoàng Tenji sau này (626–672) nhằm phát động cuộc Cải cách Taika năm 645 với mục đích tập trung và củng cố chính quyền trung ương. Trước khi qua đời, ông được Thiên hoàng ban cho họ Fujiwara (Đằng Nguyên), đồng thời được ban chức Thái chính quan. Đây cũng là sự kiện đánh dấu sự thành lập và phát triển của gia tộc Fujiwara-một trong những gia tộc quyền thế nhất tại Nhật Bản.

## Tiểu sử
Kamatari xuất thân từ gia tộc Nakatomi, một dòng họ quý tộc có mối quan hệ mật thiết với Hoàng thất và là  hậu duệ của Ame-no-Koyane. Ông là con trai của Nakatomi no Mikeko với tên gọi là Nakatomi no Kamatari (中臣鎌足) (Trung Thần Liêm Túc). Cuộc đời và thành tựu của ông được mô tả trong cuốn lịch sử của gia tộc có tên là Tōshi Kaden (藤氏家伝) (Đằng Thị Gia Truyện), được viết vào thế kỷ thứ 8.
Kamatari là một vị quan trung thành của Hoàng tử Naka no Ōe, tức Thiên hoàng Tenji sau này. Ông cũng là người đứng đầu Jingi no Haku, một nhóm gồm những người thực hiện các nghi lễ Thần đạo; do đó, ông đã ra sức phản đối vị thế và sự lưu truyền rộng rãi của Phật giáo trong triều đình và đất nước. Cuối cùng, vào năm 645, Hoàng tử Naka no Ōe đã bắt tay với Kamatari,gây ra biến cố Ất Tị trong triều đình với mưu đồ tiêu diệt Soga no Iruka, người có tầm ảnh hưởng lớn tới Thiên hoàng Kōgyoku. Sau đó, cha của Iruka là Soga no Emishi đã tự sát.
Sau sự kiện này, Thiên hoàng Kōgyoku bị buộc phải thoái vị và nhường ngôi cho em trai mình, tức Thiên hoàng Kōtoku; Thiên hoàng Kōtoku sau đó đã phong Kamatari làm Nội Đại thần (内 大臣).
Kamatari cũng là người đi đầu trong việc phát động Cải cách Taika, hình thức cải cách dựa trên hình mẫu của Trung Quốc nhằm tăng cường quyền lực của Hoàng gia. Ông cũng là người chịu trách nhiệm phát triển pháp luật của đất nước với bộ luật có tên gọi là Sandai-kyaku-shiki, còn được gọi là Quy tắc Ba Đời.
Phần đời còn lại, Kamatari tiếp tục đóng vai trò là cận thần cho Hoàng tử Naka no Ōe, người đã lên ngôi Thiên hoàng vào năm 661. Để ghi nhớ điều này, Thiên hoàng Tenji đã phong cho ông tước vị cao nhất trong triều là Thái chính quan (大織冠) cùng với họ mới là Fujiwara (藤原) (Đằng Nguyên).

## Di sản
Con trai của Kamatari là Fujiwara no Fuhito, về sau trở thành vị đại thần quyền thế và gây ảnh hưởng lớn đến triều đình. Cháu trai của Kamatari,  tức Nakatomi no Omimaro trở thành người đứng đầu đền Ise, và tiếp tục bảo tồn dòng họ Nakatomi.
Vào thế kỷ 13, gia tộc Fujiwara được chia thành 5 nhánh: gia tộc Konoe (Cận Vệ), gia tộc Takatsukasa (Ưng Tư), gia tộc Kujō (Cửu Điều), gia tộc Nijō (Nhị Điều) và gia tộc Ichijō (Nhất Điều). Năm nhánh gia tộc này là nơi xuất thân của các vị quan nắm giữ quyền nhiếp chính cho các Thiên hoàng, và do đó, những gia tộc này còn được gọi là Ngũ nhiếp gia. Thậm chí, đến Gia tộc Tachibana (samurai) cũng tuyên bố có nguồn gốc từ dòng họ Fujiwara. Thiên hoàng Montoku cũng là một trong những hậu duệ của gia tộc này do mẹ ông là người của nhà Fujiwara.
Cho đến khi cuộc hôn nhân giữa Thái tử Hirohito (sau là Thiên hoàng Chiêu Hoà) với Nữ vương Kuni Nagako (sau là Hoàng hậu Hương Thuần) diễn ra vào tháng 1 năm 1924, các vị Hoàng hậu và Thái tử phi luôn được tuyển chọn từ một trong những ngũ nhiếp gia thuộc gia tộc Fujiwara. Trong khi đó,các công chúa hoàng gia thường kết hôn với những người thuộc dòng họ Fujiwara - ít nhất là trong suốt một thiên niên kỷ. Con gái thứ ba của Thiên hoàng Chiêu Hoà, cựu Nội thân vương Takanomiya Kazuko và con gái lớn của Thân vương Mikasa, Nội thân vương Yasuko đã lần lượt kết hôn với người trong gia tộc Takatsukasa và Konoe. Chính cung của Thiên hoàng Minh Trị, Hoàng hậu Shōken cũng là hậu duệ của gia tộc Fujiwara và có huyết thống với Hosokawa Gracia thuộc gia tộc Minamoto. Điều này cũng giống như việc con gái của Tokugawa Yoshinobu kết hôn với người em họ thứ hai của Thiên hoàng Chiêu Hoà.

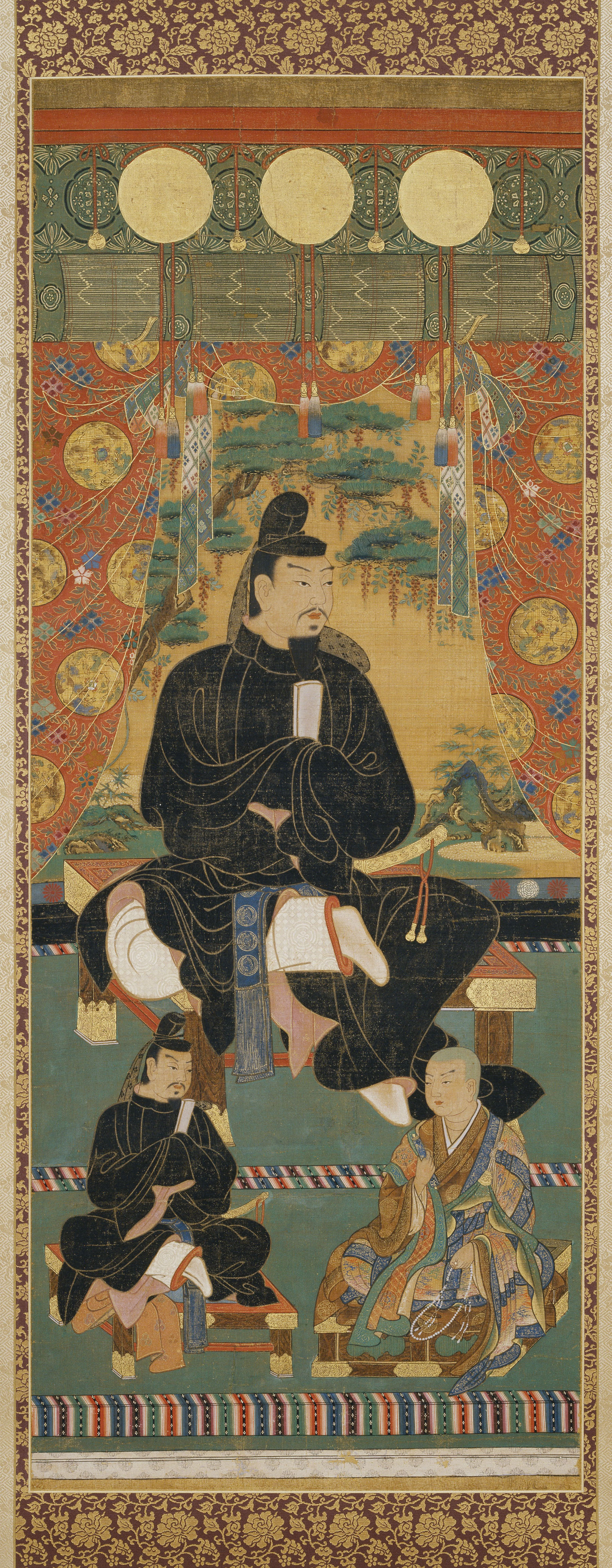
Fujiwara no Kamatari với các con trai của ông là Joē và Fujiwara no Fuhito đang mặc lễ phục của triều đình. (Bảo tàng quốc gia Nara)

Trong số các hậu duệ của Kamatari còn có Fumimaro Konoe là Thủ tướng Nhật Bản qua 3 lần nhiệm kỳ. Cháu của ông là Morihiro Hosokawa vị Thủ tướng thứ 79 của Nhật Bản (người cũng là hậu duệ của gia tộc Hosokawa có mối quan hệ với gia tộc Ashikaga thuộc gia tộc Minamoto).

## Gia quyến
- Cha: Nakatomi no Mikeko (中 臣 御食子) (Trung Thần Ngự Thực Tử)
- Mẹ: Ōtomo no Chisen-no-iratsume (大 伴 智 仙 娘) (Đại Bạn Trí Thần Nương), con gái của Otomo no Kuiko (大 伴 囓 子). Còn được gọi là " Ōtomo-bunin " (大 伴 夫人) (Đại Bạn Phu Nhân).
  - Chính thất: Kagami no Ōkimi (Kính Vương Nữ) (鏡 王 女, ? -683)
  - Thiếp: Kurumamochi no Yoshiko-no-iratsume (車 持 与 志 古 娘), con gái của Kurumamochi no Kuniko (車 持 国 子).
    - Trưởng tử: Jōe (定 恵, 643–666), một nhà sư theo đạo Phật đã du hành đến Trung Quốc.
    - Thứ tử: Fujiwara no Fuhito (藤原 不比 等, 659–720)

  - Con cái với người phụ nữ không rõ tên:
    - Trưởng nữ: Fujiwara no Hikami-no-iratsume (藤原 氷上 娘, ? –682), phu nhân của Thiên hoàng Tenmu, mẹ của Công chúa Tajima.
    - Con gái: Fujiwara no Ioe-no-iratsume (藤原 五百 重 娘), phu nhân của Thiên hoàng Tenmu, vợ của Fujiwara no Fuhito, là mẹ của Hoàng tử Niitabe và Fujiwara no Maro.
    - Con gái: Fujiwara no Mimimotoji (藤原 耳 面 刀 自), phu nhân của Thiên hoàng Kōbun, mẹ của Công chúa Ichishi-hime (壱 志 姫 王).
    - Con gái: Fujiwara no Tome / Tone-no-iratsume (藤原 斗 売 娘), vợ của Nakatomi no Omimaro (中 臣意 美 麻 呂), mẹ của Nakatomi no Azumahito (中 臣 東 人).

## Trong văn hoá đại chúng
- Được thể hiện bởi Noh Seung-jin trong bộ phim truyền hình Dream of the Emperor 2012–2013 của đài KBS1.